# Harpegnathos saltator
Harpegnathos saltator — вид мурашок підродини Ponerinae. Поширений в Індії та Шрі-Ланці.

## Опис
Робочі особини до 1,9 см завдовжки. Голова і черевце чорно-коричнева, тіло і ноги червонуваті.

## Спосіб життя
Тривалість життя робочих особин коливається від 10 днів до 2 років. Молоді робітники залишаються в гнізді, виходять на роботу за гніздом у віці 50 днів. У віці 74 днів у їхньому тілі виробляється достатня кількість отрути. Коли в колонії гине королева, декілька незрілих самиць-робітників зазнають трансформації та перетворюються на псевдокоролев. У них активізується репродуктивна система, і вони зазнають каскад фізіологічних та анатомічних змін. Потім псевдокоролеви змагаються, щоб зайняти місце королеви. Самиці, що втратили статус псевдо-королеви, можуть повернутися до свого попереднього фізіологічного стану через 6-8 тижнів.